# Kappazuri

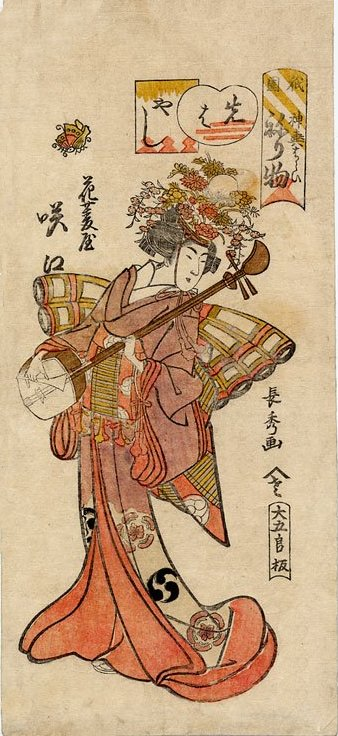
« Sakie du Hanabishiya » par Urakusai Nagahide.

Les Kappazuri, aussi connues comme kappa-zuri, kappazuri-e et katagamizuri-e, sont des estampes monochromes (habituellement en noir) imprimées sur des planchettes de bois puis colorées au pochoir. Les tirages effectués entièrement au pochoir sans planchettes de bois sont aussi appelés kappazuri. Les kappazuri se reconnaissent à la présence visible de coups de pinceaux, aux inégalités de couleur, à la dilution de l'encre aux marges du pochoir ainsi qu'aux lacunes ou aux chevauchements entre les zones colorées et les contours noirs.  
Bien qu'elles soient aussi produites à Edo (Tokyo), les kappazuri sont plus étroitement associées aux tirages faits à Osaka et à Kyoto. Le dessinateur de kappazuri le plus prolifique est Urakusai Nagahide et les exemples les plus abondants en sont ses représentations de la parade annuelle de costumes dans le district de Gion à Kyoto.

## Sources
- Richard Douglas Lane. (1978).  Images from the Floating World, The Japanese Print. Oxford: Oxford University Press.  (ISBN 0192114476 et 9780192114471); OCLC 5246796
- Newland, Amy Reigle. (2005). Hotei Encyclopedia of Japanese Woodblock Prints.  Amsterdam: Hotei.  (ISBN 9074822657 et 9789074822657); OCLC 61666175

## Référence
- (en) Cet article est partiellement ou en totalité issu de l’article de Wikipédia en anglais intitulé « Kappazuri » (voir la liste des auteurs).